# الجول الاسود (المسيمير)

تعديل مصدري - تعديل

الجول الأسود هي إحدى قرى عزلة المسيمير بمديرية المسيمير التابعة لمحافظة لحج، بلغ تعداد سكانها 30 نسمة حسب تعداد اليمن لعام 2004.